# Luka Vragović
Luka Vragović (25. prosinca 1999.), hrvatski reprezentativni kajakaš i kanuist. Natjecao se na Svjetskom prvenstvu za juniore i mlađe seniore u slalom na divljim vodama 2017. u Bratislavi u kategoriji kajak junior.